# Campeonato Descentralizado 1989
El Campeonato Descentralizado 1989, fue la edición número 59 de la Primera División del Perú, la vigésimo cuarta desde que se descentraliza en 1966 y la vigésimo cuarta bajo la denominación de Campeonato Descentralizado.
El Torneo Descentralizado 1989 conto con la participación de 42 equipos en Campeonatos Regionales. El campeón nacional fue el Unión Huaral.
Debido a la Copa América 1989, se jugó el Torneo Plácido Galindo 1989 a mitad de año entre los 42 clubes (entre Primer Regional 1989-I y Segundo Regional 1989-II),y el ganador obtendría su pase automático a los play-offs de Liguilla de la Segunda Regional 1989-II.

## Ascensos y descensos
Hubo 4 descensos en la temporada 1988, 3 a la Segunda División 1989 y 1 a la Copa Perú 1989. Por otro lado, se produjeron 8 ascensos de la Copa Perú 1988 y 1 de la Segunda División 1988, aumentándose la cantidad a 42 equipos en aquel año.
| Posición | Descendidos a la Copa Perú y Segunda División 1989 |
| -------- | -------------------------------------------------- |
| 6° (GA)  | Guardia Republicana (S. División)                  |
| 9° (GN)  | Hungaritos Agustinos (C. Perú)                     |
| 6° (GC)  | Deportivo Pucallpa (C. Perú)                       |
| 8° (GS)  | Alianza Naval (C. Perú)                            |

| Posición | Ascensos de la Copa Perú y Segunda División 1988 |
| -------- | ------------------------------------------------ |
| 1°       | Defensor Lima (S. División)                      |
| 1° (GN)  | Atlético Torino (C. Perú)                        |
| 1° (GC)  | Social Magdalena (C. Perú)                       |
| 1° (GE)  | Atlético Belén (C. Perú)                         |
| 2° (GE)  | Chacarita Versalles (C. Perú)                    |
| 3° (GE)  | Deportivo Hospital (C. Perú)                     |
| 4° (GE)  | San Martín de Porres (C. Perú)                   |
| 5° (GE)  | Unión Tarapoto (C. Perú)                         |
| 1° (GS)  | FBC Aurora (C. Perú)                             |

### Tabla Resumen Ascensos y Descensos
| Temp. | Ascenso/Descenso                                        | Metropolitano          | Norte                   | Centro                 | Este | Sur              |
| ----- | ------------------------------------------------------- | ---------------------- | ----------------------- | ---------------------- | --- | ---------------- |
| 1988  | Descendidos a la Copa Perú y Segunda División 1989      | PO Guardia Republicana | 9° Hungaritos Agustinos | 6° Deportivo Pucallpa  | No hubo | 8° Alianza Naval |
| 1989  | Ascendidos de la Copa Perú 1989 y Segunda División 1988 | 1° SD Defensor Lima    | 1° CP Atlético Torino   | 1° CP Social Magdalena | 1° CP Atlético Belén 2° CP Chacarita Versalles 3° CP Deportivo Hospital 4° CP San Martín de Porres 5° CP Unión Tarapoto | 1° CP FBC Aurora |

## Equipos participantes
| - 15 de Setiembre. - ADT. - Alfonso Ugarte. - Alianza Atlético. - Alianza Lima. - Alipio Ponce. - Atlético Belén. | - Atlético Grau. - Atlético Huracán. - Atlético Torino. - Aurora. - Carlos Mannucci. - Chacarita Versalles. - Cienciano. | - Coronel Bolognesi. - CNI. - Defensor ANDA. - Defensor Lima. - Deportivo AELU. - Deportivo Cañaña. - Deportivo Hospital. | - Deportivo Junín. - Deportivo Municipal. - Deportivo Tintaya. - Diablos Rojos. - Internazionale. - Juan Aurich. - León de Huánuco. | - Libertad. - Melgar. - Meteor Sport Club. - Mina San Vicente. - Octavio Espinosa. - San Agustín. - San Martín de Porres. | - Social Magdalena. - Sporting Cristal. - Unión Huaral. - Unión Minas. - Unión Tarapoto. - Universitario. - UTC. |

## Formato
El torneo se jugará con 42 equipos.
El torneo será dividido en 2 etapas llamadas "Primer Regional 1989-I" y "Segundo Regional 1989-II".
En el Primer Regional, los equipos serán divididos en 5 grupos los cuales serán "Metropolitano", "Norte", "Centro", "Este" y "Sur".
En todos los partidos de la fase de grupos del Primer Regional, los equipos se enfrentarán entre sí en una liguilla en partidos de ida y vuelta.
Cada uno de los grupos tendrá un número de equipos diferente (excepto 2 grupos, que tendrán el mismo número de equipos). En el Grupo Metropolitano habrá 11 equipos, en el Grupo Norte habrá 9 equipos, en el Grupo Centro y en el Grupo Sur habrá 8 equipos c/u, y en el Grupo Este habrá 6 equipos.
Los 2 primeros del Grupo Metropolitano clasificarán a la Liguilla Final, junto con el primer, segundo y tercer mejor primero de los cuatro grupos restantes, mientras que el peor primero de cualquiera de los cuatro grupos jugará el repechaje con el tercero del Grupo Metropolitano en un único partido.
En la Liguilla Final del Primer Regional 1989-I se enfrentarán los 6 equipos clasificados en donde enfrentaran en una liguilla a partido único, y el que obtenga la mayor cantidad de puntos, será el campeón del Primer Regional. Si dos equipos quedan igualados en el primer lugar con la misma cantidad de puntos, se definirá al campeón en un único partido. El equipo que obtenga el primer lugar en general de la Liguilla Final clasificará automáticamente a la Copa Libertadores 1990.
En el Segundo Regional, los 42 equipos serán divididos en 5 grupos, los cuales serán "Metropolitano", "Norte", "Centro", "Este" y "Sur". El grupo Norte será dividido en 2 subgrupos los cuales serán "A" y "B". El Grupo Metropolitano constará con 11 equipos, El Subgrupo A del Grupo Norte constará con 5 equipos y el Subgrupo B del Grupo Norte constará con 4 equipos, el Grupo Sur y el Grupo Centro constarán con 8 equipos c/u, y el Grupo Este constará con 6 equipos.
Los 3 primeros del Grupo Metropolitano junto con el mejor primero de cualquiera de los dos subgrupos del Grupo Norte junto con el primero de los 3 grupos restantes y junto con el campeón del Torneo Plácido Galindo clasificarán a los play-offs de la Liguilla.
Los equipos que jueguen los Play-offs de la Liguilla se enfrentarán de la siguiente forma: primero Grupo Sur vs segundo Grupo Metropolitano, 1.º Grupo Metropolitano vs 1.º Grupo Centro, 1.º Grupo Este vs Campeón Torneo Plácido Galindo, y 3.º del Grupo Metropolitano vs Mejor 1.º de los Subgrupos del Grupo Norte.
Los equipos se enfrentarán en partidos de ida y vuelta en la que habrá diferencia de goles y el que gane en el resultado global avanzará a la Liguilla Final del Segundo Regional 1989-II.
Los equipos perdedores de los Play-offs de la Liguilla se enfrentarán en los Play-offs Consuelo de la siguiente forma: Perdedor del partido entre el primero Grupo Sur y segundo Grupo Metropolitano vs Perdedor del partido entre el 3.º del Grupo Metropolitano vs Mejor 1.º de los Subgrupos del Grupo Norte, y Perdedor del partido entre 1.º Grupo Este vs Campeón Torneo Plácido Galindo vs Perdedor del partido entre 1.º Grupo Metropolitano vs 1.º Grupo Centro.
Los equipos se enfrentarán en partidos de ida y vuelta en la que habrá diferencia de goles y el que gane en el resultado global avanzará a la Liguilla Final, de quedar igualados en goles, la llave se definirá desde los tiros del punto de penal.
En la Liguilla Final del Segundo Regional 1989-II los 6 equipos clasificados se enfrentarán, y el que obtenga más puntos será el campeón del Segundo Regional y clasificará automáticamente a la Copa Libertadores 1990.
El Play-off lo jugarán el campeón del Primer Regional 1989-I contra el campeón del Segundo Regional 1989-II en un único partido para definir al campeón nacional.
Se otorgarán 2 puntos por partidos ganados, 1 punto por partidos empatados y 0 puntos por partidos perdidos.

## Primer Regional

### Grupo Metropolitano
Se jugó entre el 19 de febrero y 23 de abril.
| Pos. | Equipo              | PJ | PG | PE | PP | GF | GC | DG  | Pts. |
| ---- | ------------------- | -- | -- | -- | -- | -- | -- | --- | ---- |
| 1    | Alianza Lima        | 10 | 6  | 3  | 1  | 17 | 6  | +11 | 15   |
| 2    | Sporting Cristal    | 10 | 5  | 3  | 2  | 23 | 9  | +14 | 13   |
| 3    | Unión Huaral        | 10 | 4  | 5  | 1  | 14 | 10 | +4  | 13   |
| 4    | Defensor Lima       | 10 | 3  | 5  | 2  | 17 | 12 | +5  | 11   |
| 5    | Universitario       | 10 | 3  | 5  | 2  | 13 | 11 | +2  | 11   |
| 6    | Meteor Sport Club   | 10 | 4  | 3  | 3  | 10 | 10 | 0   | 11   |
| 7    | Internazionale      | 10 | 4  | 2  | 4  | 17 | 17 | 10  | 10   |
| 8    | San Agustín         | 10 | 3  | 3  | 4  | 10 | 15 | -5  | 9    |
| 9    | Deportivo AELU      | 10 | 2  | 2  | 6  | 10 | 21 | -11 | 6    |
| 10   | Octavio Espinosa    | 10 | 1  | 4  | 5  | 7  | 19 | -12 | 6    |
| 11   | Deportivo Municipal | 10 | 1  | 3  | 6  | 10 | 20 | -10 | 5    |

- Antes de Iniciar El Primer Regional 1989-I, La Empresa Textil Meteor compra al Club Juventud La Joya Fundándose como Meteor Sport Club el 19 d febrero 1989.

|  | Clasificado a la Liguilla Final 1989-I. |
|  | Repechaje.                              |

### Grupo Norte
| Pos. | Equipo           | PJ | PG | PE | PP | GF | GC | DG | Pts. |
| ---- | ---------------- | -- | -- | -- | -- | -- | -- | -- | ---- |
| 1    | Alianza Atlético | ¿? | ¿? | ¿? | ¿? | ¿? | ¿? | ¿? | ¿?   |
| 2    | Juan Aurich      | ¿? | ¿? | ¿? | ¿? | ¿? | ¿? | ¿? | ¿?   |
| 3    | UTC              | ¿? | ¿? | ¿? | ¿? | ¿? | ¿? | ¿? | ¿?   |
| 4    | Carlos Mannucci  | ¿? | ¿? | ¿? | ¿? | ¿? | ¿? | ¿? | ¿?   |
| 5    | Libertad         | ¿? | ¿? | ¿? | ¿? | ¿? | ¿? | ¿? | ¿?   |
| 6    | Deportivo Cañaña | ¿? | ¿? | ¿? | ¿? | ¿? | ¿? | ¿? | ¿?   |
| 7    | Atlético Torino  | ¿? | ¿? | ¿? | ¿? | ¿? | ¿? | ¿? | ¿?   |
| 8    | Atlético Grau    | ¿? | ¿? | ¿? | ¿? | ¿? | ¿? | ¿? | ¿?   |
| 9    | 15 de Setiembre  | ¿? | ¿? | ¿? | ¿? | ¿? | ¿? | ¿? | ¿?   |

|  | Clasificado a la Liguilla Final 1989-I. |

### Grupo Centro
| Pos. | Equipo           | PJ | PG | PE | PP | GF | GC | DG | Pts. |
| ---- | ---------------- | -- | -- | -- | -- | -- | -- | -- | ---- |
| 1    | Mina San Vicente | ¿? | ¿? | ¿? | ¿? | ¿? | ¿? | ¿? | ¿?   |
| 2    | Deportivo Junín  | ¿? | ¿? | ¿? | ¿? | ¿? | ¿? | ¿? | ¿?   |
| 3    | Unión Minas      | ¿? | ¿? | ¿? | ¿? | ¿? | ¿? | ¿? | ¿?   |
| 4    | León de Huánuco  | ¿? | ¿? | ¿? | ¿? | ¿? | ¿? | ¿? | ¿?   |
| 5    | ADT              | ¿? | ¿? | ¿? | ¿? | ¿? | ¿? | ¿? | ¿?   |
| 6    | Social Magdalena | ¿? | ¿? | ¿? | ¿? | ¿? | ¿? | ¿? | ¿?   |
| 7    | Alipio Ponce     | ¿? | ¿? | ¿? | ¿? | ¿? | ¿? | ¿? | ¿?   |
| 8    | Defensor ANDA    | ¿? | ¿? | ¿? | ¿? | ¿? | ¿? | ¿? | ¿?   |

|  | Clasificado a la Liguilla Final 1989-I. |

### Grupo Este
| Pos. | Equipo               | PJ | PG | PE | PP | GF | GC | DG | Pts. |
| ---- | -------------------- | -- | -- | -- | -- | -- | -- | -- | ---- |
| 1    | Unión Tarapoto       | ¿? | ¿? | ¿? | ¿? | ¿? | ¿? | ¿? | ¿?   |
| 2    | CNI                  | ¿? | ¿? | ¿? | ¿? | ¿? | ¿? | ¿? | ¿?   |
| 3    | Atlético Belén       | ¿? | ¿? | ¿? | ¿? | ¿? | ¿? | ¿? | ¿?   |
| 4    | San Martín de Porres | ¿? | ¿? | ¿? | ¿? | ¿? | ¿? | ¿? | ¿?   |
| 5    | Deportivo Hospital   | ¿? | ¿? | ¿? | ¿? | ¿? | ¿? | ¿? | ¿?   |
| 6    | Chacarita Versalles  | ¿? | ¿? | ¿? | ¿? | ¿? | ¿? | ¿? | ¿?   |

|  | Repechaje. |

### Grupo Sur
| Pos. | Equipo            | PJ | PG | PE | PP | GF | GC | DG   | Pts. |
| ---- | ----------------- | -- | -- | -- | -- | -- | -- | ---- | ---- |
| 1    | FBC Aurora        | 14 | 8  | 3  | 3  | 25 | 11 | +14  | 19   |
| 2    | FBC Melgar        | 14 | 8  | 1  | 5  | 19 | 8  | + 11 | 17   |
| 3    | Cienciano         | 14 | 6  | 3  | 5  | 20 | 12 | +8   | 15   |
| 4    | Alfonso Ugarte    | 14 | 6  | 2  | 6  | 13 | 14 | -1   | 14   |
| 5    | Coronel Bolognesi | 14 | 5  | 3  | 6  | 10 | 15 | -5   | 13   |
| 6    | Diablos Rojos     | 14 | 6  | 1  | 7  | 16 | 22 | -6   | 13   |
| 7    | Atlético Huracán  | 14 | 4  | 4  | 6  | 11 | 16 | -5   | 12   |
| 8    | Deportivo Tintaya | 14 | 3  | 3  | 8  | 12 | 28 | -16  | 9    |

|  | Clasificado a la Liguilla Final 1989-I. |

### Repechaje
| Unión Huaral                                                           | 2 - 1 | Unión Tarapoto |
| Unión Huaral clasifica a la Liguilla Final 1989-I del Primer Regional. |       |                |

### Liguilla Final
Se jugó entre el 30 de abril y 14 de mayo.
| Pos. | Equipo             | PJ | PG | PE | PP | GF | GC | DG | Pts. |
| ---- | ------------------ | -- | -- | -- | -- | -- | -- | -- | ---- |
| 1    | Sporting Cristal * | 5  | 1  | 4  | 0  | 3  | 0  | +3 | 6    |
| 2    | Alianza Atlético * | 5  | 2  | 2  | 1  | 6  | 7  | -1 | 6    |
| 3    | FBC Aurora         | 5  | 1  | 3  | 1  | 5  | 5  | 0  | 5    |
| 4    | Mina San Vicente   | 5  | 0  | 5  | 0  | 2  | 2  | 0  | 5    |
| 5    | Alianza Lima       | 5  | 1  | 2  | 2  | 4  | 4  | 0  | 4    |
| 6    | Unión Huaral       | 5  | 0  | 4  | 1  | 4  | 6  | -2 | 4    |

|  | Clasificado a la Final Nacional con Campeón Segundo Regional 1989-II, a la Copa Libertadores 1990. |

* Sporting Cristal y Alianza Atlético terminaron igualados en puntos y deberán definir al campeón del Primer Regional en un partido extra.

### Play-offPrimer Regional
| 17 de mayo de 1989 | Sporting Cristal          | 2:0 (1:0) | Alianza Atlético | Estadio Nacional, Lima         |                                |
|                    | Dall'Orso 24' · Manassero |           |                  | Asistencia: 7.372 espectadores | Asistencia: 7.372 espectadores |

## Segundo Regional

### Grupo Metropolitano
Se jugó entre el 8 de octubre y 12 de diciembre.
| Pos. | Equipo              | PJ | PG | PE | PP | GF | GC | DG  | Pts. |
| ---- | ------------------- | -- | -- | -- | -- | -- | -- | --- | ---- |
| 1    | Universitario       | 10 | 7  | 2  | 1  | 24 | 10 | +14 | 16   |
| 2    | Sporting Cristal    | 10 | 7  | 2  | 1  | 14 | 3  | +11 | 16   |
| 3    | Unión Huaral        | 10 | 5  | 3  | 2  | 9  | 5  | +4  | 13   |
| 4    | Alianza Lima        | 10 | 4  | 3  | 3  | 13 | 9  | +4  | 11   |
| 5    | Deportivo AELU      | 10 | 5  | 1  | 4  | 14 | 14 | 0   | 11   |
| 6    | Defensor Lima *     | 10 | 3  | 3  | 4  | 14 | 14 | 0   | 9    |
| 7    | Internazionale      | 10 | 2  | 4  | 4  | 8  | 14 | -6  | 8    |
| 8    | Meteor Sport Club   | 10 | 2  | 3  | 5  | 6  | 10 | -4  | 7    |
| 9    | Octavio Espinosa    | 10 | 1  | 5  | 4  | 10 | 18 | -8  | 7    |
| 10   | Deportivo Municipal | 10 | 2  | 2  | 6  | 12 | 18 | -6  | 6    |
| 11   | San Agustín         | 10 | 1  | 4  | 5  | 6  | 18 | -12 | 6    |

|  | Clasificado a los Play-offs de la Liguilla 1989-II. |

* Defensor Lima también clasifica a los Play-offs de la Liguilla 1989-II por haber ganado el Torneo Plácido Galindo.

### Grupo Norte

#### Subgrupo A
| Pos. | Equipo           | PJ | PG | PE | PP | GF | GC | DG | Pts. |
| ---- | ---------------- | -- | -- | -- | -- | -- | -- | -- | ---- |
| 1    | Juan Aurich      | ¿? | ¿? | ¿? | ¿? | ¿? | ¿? | ¿? | ¿?   |
| 2    | UTC              | ¿? | ¿? | ¿? | ¿? | ¿? | ¿? | ¿? | ¿?   |
| 3    | Carlos Mannucci  | ¿? | ¿? | ¿? | ¿? | ¿? | ¿? | ¿? | ¿?   |
| 4    | Libertad         | ¿? | ¿? | ¿? | ¿? | ¿? | ¿? | ¿? | ¿?   |
| 5    | Deportivo Cañaña | ¿? | ¿? | ¿? | ¿? | ¿? | ¿? | ¿? | ¿?   |

#### Subgrupo B
| Pos. | Equipo           | PJ | PG | PE | PP | GF | GC | DG | Pts. |
| ---- | ---------------- | -- | -- | -- | -- | -- | -- | -- | ---- |
| 1    | Alianza Atlético | ¿? | ¿? | ¿? | ¿? | ¿? | ¿? | ¿? | ¿?   |
| 2    | Atlético Torino  | ¿? | ¿? | ¿? | ¿? | ¿? | ¿? | ¿? | ¿?   |
| 3    | Atlético Grau    | ¿? | ¿? | ¿? | ¿? | ¿? | ¿? | ¿? | ¿?   |
| 4    | 15 de Setiembre  | ¿? | ¿? | ¿? | ¿? | ¿? | ¿? | ¿? | ¿?   |

|  | Clasificado a los Play-offs de la Liguilla 1989-II. |

### Grupo Centro
| Pos. | Equipo           | PJ | PG | PE | PP | GF | GC | DG | Pts. |
| ---- | ---------------- | -- | -- | -- | -- | -- | -- | -- | ---- |
| 1    | Mina San Vicente | ¿? | ¿? | ¿? | ¿? | ¿? | ¿? | ¿? | ¿?   |
| 2    | Deportivo Junín  | ¿? | ¿? | ¿? | ¿? | ¿? | ¿? | ¿? | ¿?   |
| 3    | Unión Minas      | ¿? | ¿? | ¿? | ¿? | ¿? | ¿? | ¿? | ¿?   |
| 4    | León de Huánuco  | ¿? | ¿? | ¿? | ¿? | ¿? | ¿? | ¿? | ¿?   |
| 5    | ADT              | ¿? | ¿? | ¿? | ¿? | ¿? | ¿? | ¿? | ¿?   |
| 6    | Social Magdalena | ¿? | ¿? | ¿? | ¿? | ¿? | ¿? | ¿? | ¿?   |
| 7    | Alipio Ponce     | ¿? | ¿? | ¿? | ¿? | ¿? | ¿? | ¿? | ¿?   |
| 8    | Defensor ANDA    | ¿? | ¿? | ¿? | ¿? | ¿? | ¿? | ¿? | ¿?   |

|  | Clasificado a los Play-offs de la Liguilla 1989-II. |

### Grupo Este
| Pos. | Equipo               | PJ | PG | PE | PP | GF | GC | DG | Pts. |
| ---- | -------------------- | -- | -- | -- | -- | -- | -- | -- | ---- |
| 1    | CNI                  | ¿? | ¿? | ¿? | ¿? | ¿? | ¿? | ¿? | ¿?   |
| 2    | Unión Tarapoto       | ¿? | ¿? | ¿? | ¿? | ¿? | ¿? | ¿? | ¿?   |
| 3    | Atlético Belén       | ¿? | ¿? | ¿? | ¿? | ¿? | ¿? | ¿? | ¿?   |
| 4    | San Martín de Porres | ¿? | ¿? | ¿? | ¿? | ¿? | ¿? | ¿? | ¿?   |
| 5    | Deportivo Hospital   | ¿? | ¿? | ¿? | ¿? | ¿? | ¿? | ¿? | ¿?   |
| 6    | Chacarita Versalles  | ¿? | ¿? | ¿? | ¿? | ¿? | ¿? | ¿? | ¿?   |

|  | Clasificado a los Play-offs de la Liguilla 1989-II. |

### Grupo Sur
| Pos. | Equipo            | PJ | PG | PE | PP | GF | GC | DG  | Pts. |
| ---- | ----------------- | -- | -- | -- | -- | -- | -- | --- | ---- |
| 1    | FBC Aurora        | 14 | 10 | 3  | 1  | 40 | 8  | +32 | 23   |
| 2    | Alfonso Ugarte    | 14 | 9  | 2  | 3  | 9  | 5  | + 4 | 20   |
| 3    | Cienciano         | 13 | 7  | 3  | 3  | 16 | 12 | +4  | 17   |
| 4    | Diablos Rojos     | 13 | 4  | 5  | 4  | 17 | 20 | -3  | 13   |
| 5    | FBC Melgar        | 14 | 4  | 4  | 6  | 9  | 11 | -2  | 12   |
| 6    | Atlético Huracán  | 13 | 1  | 8  | 4  | 10 | 13 | -3  | 10   |
| 7    | Coronel Bolognesi | 12 | 2  | 4  | 6  | 6  | 19 | -13 | 8    |
| 8    | Deportivo Tintaya | 13 | 1  | 1  | 11 | 12 | 31 | -19 | 3    |

|  | Clasificado a los Play-offs de la Liguilla 1989-II. |

### Play-offsde la Liguilla
Se disputó entre el domingo 17 de diciembre y el jueves 21 de diciembre.
| Sporting Cristal | 0 - 2 | Aurora           |
| Aurora | 1 - 2 | Sporting Cristal |
| Aurora clasifica a la Liguilla Final 1989-II con un marcador global de 3 - 2, mientras que Sporting Cristal tendrá que jugar el Play-off de Consuelo para poder clasificarse. |       |                  |

| Universitario | 2 - 2 | Mina San Vicente |
| Mina San Vicente | 0 - 5 | Universitario    |
| Universitario clasifica a la Liguilla Final 1989-II con un marcador global de 7 - 2, mientras que Mina San Vicente tendrá que jugar el Play-off de Consuelo para poder clasificarse. |       |                  |

| Defensor Lima | 0 - 2 | CNI           |
| CNI | 1 - 1 | Defensor Lima |
| CNI clasifica a la Liguilla Final 1989-II con un marcador global de 3 - 1, mientras que Defensor Lima tendrá que jugar el Play-off de Consuelo para poder clasificarse. |       |               |

| Alianza Atlético | 1 - 1 | Unión Huaral     |
| Unión Huaral | ¿?    | Alianza Atlético |
| Unión Huaral clasifica a la Liguilla Final 1989-II, mientras que Alianza Atlético tendrá que jugar el Play-off de Consuelo para poder clasificarse. |       |                  |

### Play-offsde consuelo
Se disputó entre el 7 de enero y el 14 de enero.
| Alianza Atlético                                        | 1 - 3         | Sporting Cristal |
| Sporting Cristal                                        | 1 (3) - 3 (5) | Alianza Atlético |
| Alianza Atlético clasifica a la Liguilla Final 1989-II. |               |                  |

| Mina San Vicente                                        | 4 - 2 | Defensor Lima    |
| Defensor Lima                                           | ¿?    | Mina San Vicente |
| Mina San Vicente clasifica a la Liguilla Final 1989-II. |       |                  |

### Liguilla Final
Se disputó entre el 21 de enero y el 4 de febrero.
| Pos. | Equipo           | PJ | PG | PE | PP | GF | GC | DG  | Pts. |
| ---- | ---------------- | -- | -- | -- | -- | -- | -- | --- | ---- |
| 1    | Unión Huaral     | 5  | 4  | 1  | 0  | 12 | 1  | +11 | 9    |
| 2    | Universitario    | 5  | 3  | 2  | 0  | 12 | 3  | +9  | 8    |
| 3    | Mina San Vicente | 5  | 3  | 1  | 1  | 7  | 6  | +1  | 7    |
| 4    | CNI              | 5  | 1  | 1  | 3  | 1  | 5  | -4  | 3    |
| 5    | Alianza Atlético | 5  | 1  | 1  | 3  | 3  | 9  | -6  | 3    |
| 6    | FBC Aurora       | 5  | 0  | 0  | 5  | 6  | 17 | -11 | 0    |

|  | Campeón del Segundo Regional. Clasificado a la Final Nacional con Campeón de Primer Regional 1989-I, a la Copa Libertadores 1990. |

## Play-off
| Final del Campeonato Descentralizado 1989; 8 de febrero de 1990, 19:00 | Unión Huaral | 1:0 (0:0) | Sporting Cristal |                                                          |                                                          |
|                                                                        | Aguirre 113' | Reporte   |                  | Asistencia: 15 000 espectadores Árbitro(s): José Ramírez | Asistencia: 15 000 espectadores Árbitro(s): José Ramírez |
| Partido único                                                          |              |           |                  |                                                          |                                                          |

|                         |
| Campeón Nacional        |
| Unión Huaral 2.º título |

## Play-offPromoción
| Play-off Promoción; | San Agustín | 0:0 | Juventud La Palma |  |  |
| Partido Ida         |             |     |                   |  |  |

| Play-off Promoción; | Juventud La Palma | 1:1 | San Agustín |  |  |
| Partido Vuelta      |                   |     |             |  |  |

| Play-off Promoción; | San Agustín | 1:1 (5:4)p | Juventud La Palma |  |  |
| Partido Desempate   |             |            |                   |  |  |

| Se Mantiene en Primera División |
| San Agustín                     |

## Estadísticas

### Máximos goleadores
Lista con los máximos goleadores de la competencia.
| Jugador                                | Equipo                    | Goles |
| -------------------------------------- | ------------------------- | ----- |
| Carlos Delgado                         | Deportivo Junín           | 14    |
| Andrés Gonzales                        | Universitario de Deportes | 14    |
| Wilson Ramírez                         | FBC Aurora                | 13    |
| Alfonso Reyna                          | Unión Huaral              | 12    |
| Carlos Galeano                         | Deportivo Municipal       | 11    |
| Juan Illescas                          | Internazionale San Borja  | 11    |
| César Rosales                          | León de Huánuco           | 10    |
| Luis Redher                            | Sporting Cristal          | 9     |
| Marco Echegaray                        | F. B. C. Melgar           | 9     |
| Juvenal Briceño                        | Universitario de Deportes | 8     |
| Percy Aguilar                          | Cienciano                 | 8     |
| Fidel Castro                           | Deportivo AELU            | 8     |
| Alfonso Yáñez                          | Universitario de Deportes | 8     |
| José Zapata                            | Alianza Atlético          | 7     |
| Roberto Martínez                       | Universitario de Deportes | 7     |
| Mario Humberto Lobo                    | Sporting Cristal          | 7     |
| Waldemar Victorino                     | Defensor Lima             | 7     |
| Actualizado el 22 de noviembre de 2019 |                           |       |